# Radomir Mihajlović
Radomir Mihailović, genannt Točak (kyrillisch Радомир Михаиловић Точак; * 13. Juni 1950 in Čačak, Jugoslawien) ist ein serbischer Gitarrist und Mitgründer der Band Smak.

## Leben und Karriere
Seit seinem fünften Lebensjahr spielte er verschiedene Saiteninstrumente und begann mit neun Jahren Gitarre zu spielen.
Als Jugendlicher war er einige Zeit Mitglied der Band Dečaci sa Morave. 1970 spielte er in mehreren Clubs in Belgien, bis er nach Jugoslawien zurückging und Mitgründer der Band Smak wurde.
Mihajlović machte nebenher auch eine Solokarriere und veröffentlichte mehrere Singles, sowie das Solo-Album RM Točak, welches er 1976 mit Laza Ristovski aufnahm. Er komponierte die Musik des 1993 erschienenen jugoslawischen Films Vizantijsko plavo.
Heute führt er seine eigene Gitarrenschule in Belgrad und komponiert Musik für Film und Theater.

## Auszeichnungen
1994 wurde Mihailović für die Musik des Films Vizantijsko plavo mit dem Kristallprisma ausgezeichnet.